# マリオン (ゾウガメ)
マリオンは、東アフリカ沖のインド洋に浮かぶセーシェル諸島に生息していたセーシェルゾウガメである。

## 概要
生まれは不明で、フランス人探検家のマリオン・ド・フレネに、フランス軍の部隊の駐屯しているモーリシャス島に連れられた。発見者マリオンの名にちなみ、マリオンと名づけられると、たちまち軍のマスコットとなる。しかし、1800年までに自らの種だけでなく12種類のゾウガメが絶滅し、マリオンはこの12種類を代表する最後の一頭となってしまう。マリオンはマスコットとして生き続け、1918年に、世界最高齢の生き物ということが学問上で証明される。しかし同年、砲台から落下して、そのときおった傷が原因で死亡する（暴発という説も）。マリオンの遺体はロンドン自然史博物館に保存されている。